# Філь Євген Васильович
Євге́н Васи́льович Філь (псевдо Афганець; нар. 27 серпня 1960, с. Росохуватець, Україна) — український громадсько-політичний діяч, підприємець, краєзнавець, журналіст, меценат. Учасник бойових дій у Афганістані (1980—1981); бойові нагороди. Член НСЖУ (2012), Спілки офіцерів України (1998), НТШ (2018).

## Життєпис
Євген Філь народився 27 серпня 1960 року в селі Росохуватець Підволочиського району Тернопільської області, нині Тернопільського району, Україна. У 1978 р. закінчив Тернопільське профтехучилище № 8, нині Тернопільське вище професійне училище сфери послуг та туризму.
Працював на Тернопільському заводі «Ремпобуттехніка» (1978—1979).
У Збройні Сили СРСР призваний навесні 1979 року. Військовій справі навчався в Бердичеві, де отримав звання сержанта, командира відділення. У січні 1980 — переведений на службу до Афганістану командиром відділення взводу артилерійської розвідки у 180 мотопіхотного полку. 23 лютого потрапив у перший бій у Кабулі.
Працював на РМК «Хлібооб'єднання» у Тернополі (1981—1991), головою профкому Тернопільського виробничо-торговельного об'єднання хлібопекарної промисловості (1991—1997).
Один з ініціаторів створення Національної гвардії в Тернополі (1991—1992). У 2004 році закінчив Тернопільську академію народного господарства (нині Західноукраїнський національний університет). Член Української Гельсінської спілки (1989).

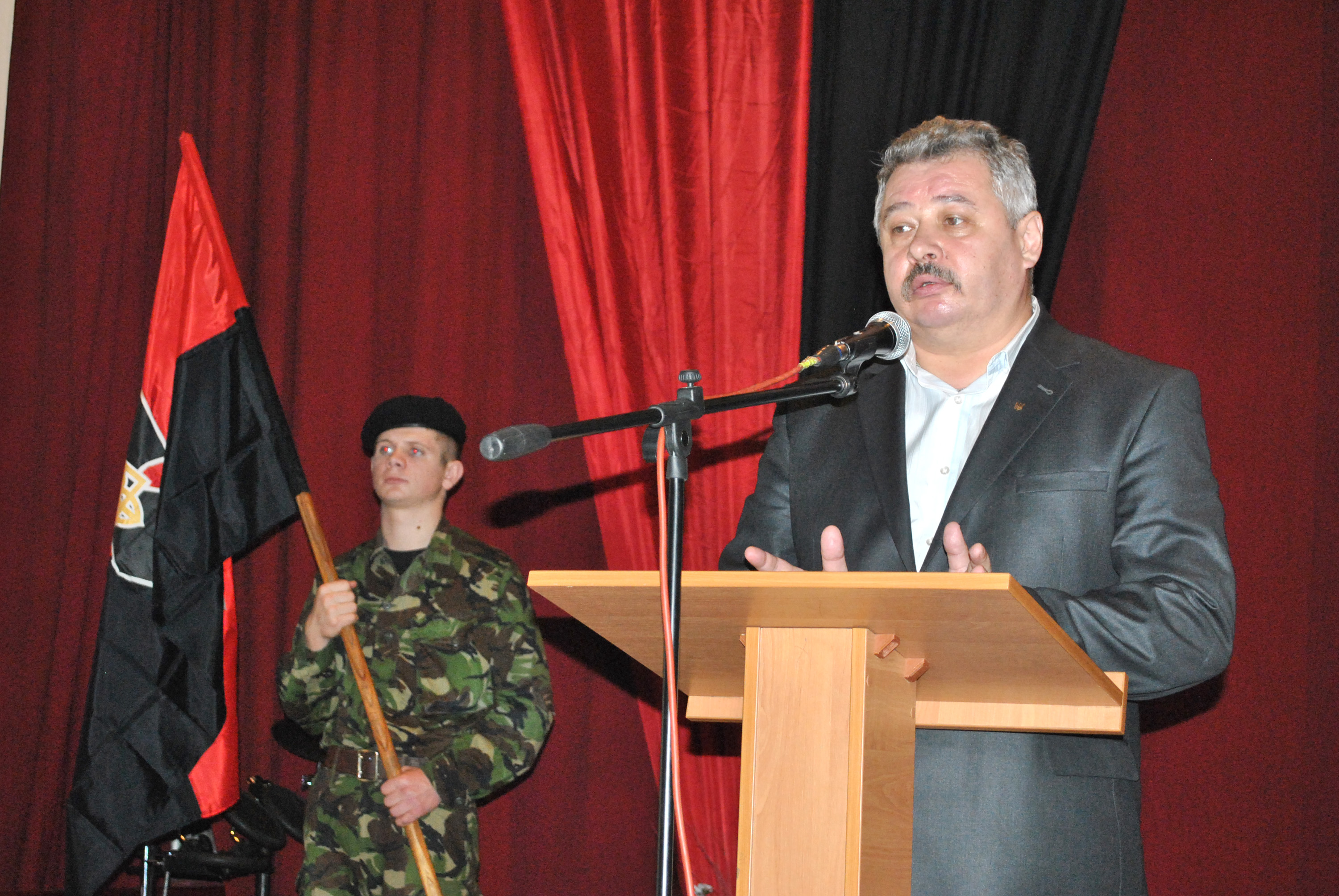
Євген Філь виступає на урочинах 20-річчя «Тризубу»

Від 1994 — член, 1999—2005 — голова Всеукраїнської організації «Тризуб» ім. С. Бандери (полковник); за створення та керівництво «Тризубом» заарештований 1997, засуджений 1998 на 1,5 р. умовно. У 1999 Верховний суд України зняв усі звинувачення та закрив справу.
Брав участь у парламентських виборах 1998 року в одномандатному окрузі № 165 від Української консервативної республіканської партії, набравши 12,27 % голосів.
Від 2003—2013 — приватний підприємець, займався виготовленням значків, вимпелів, хоругв, прапорів, вишиванок, поліграфічної продукції тощо) з українською символікою під гаслом «Свій до свого по своє», яку реалізовував у власній крамниці в Тернополі. Співініціатор виготовлення найдовшого прапора України (9500 м), який зареєстрований у Книзі рекордів України (2010). Помічник-консультатнт народних депутатів України Богдана Бойка (2002—2004), Юрія Сиротюка (2012—2014), Дмитра Яроша (2018—2019). Від 2019—директор КУ ТОР «Музей національно-визвольної боротьби Тернопільщини».
У 2013 р. виступив ініціатором і одним з організаторів виготовлення Міжнародного вишитого рушника «Цвіт вишиванки» (вишиваються 26 узорів із усіх областей та м. Київ, а також 26 узорів, що поширені у країнах, де компактно проживає українська діаспора).
Фінансово допомагає місцевим молодіжним організаціям і авторам у виданні книг патріотичної тематики.
Учасник Революції на граніті, Помаранчевої революції та Революції гідності. Від 2007 — голова виконкому Координаційної ради «Українська справа», що забезпечує взаємодію національно-демократичних сил Тернопільської області.
Ініціатор і співорганізатор Всеукраїнського фестивалю національної вишивки та костюма «Цвіт вишиванки» (2007—2014, м. Тернопіль), голова Благодійного фонду «Цвіт вишиванки» (2012).

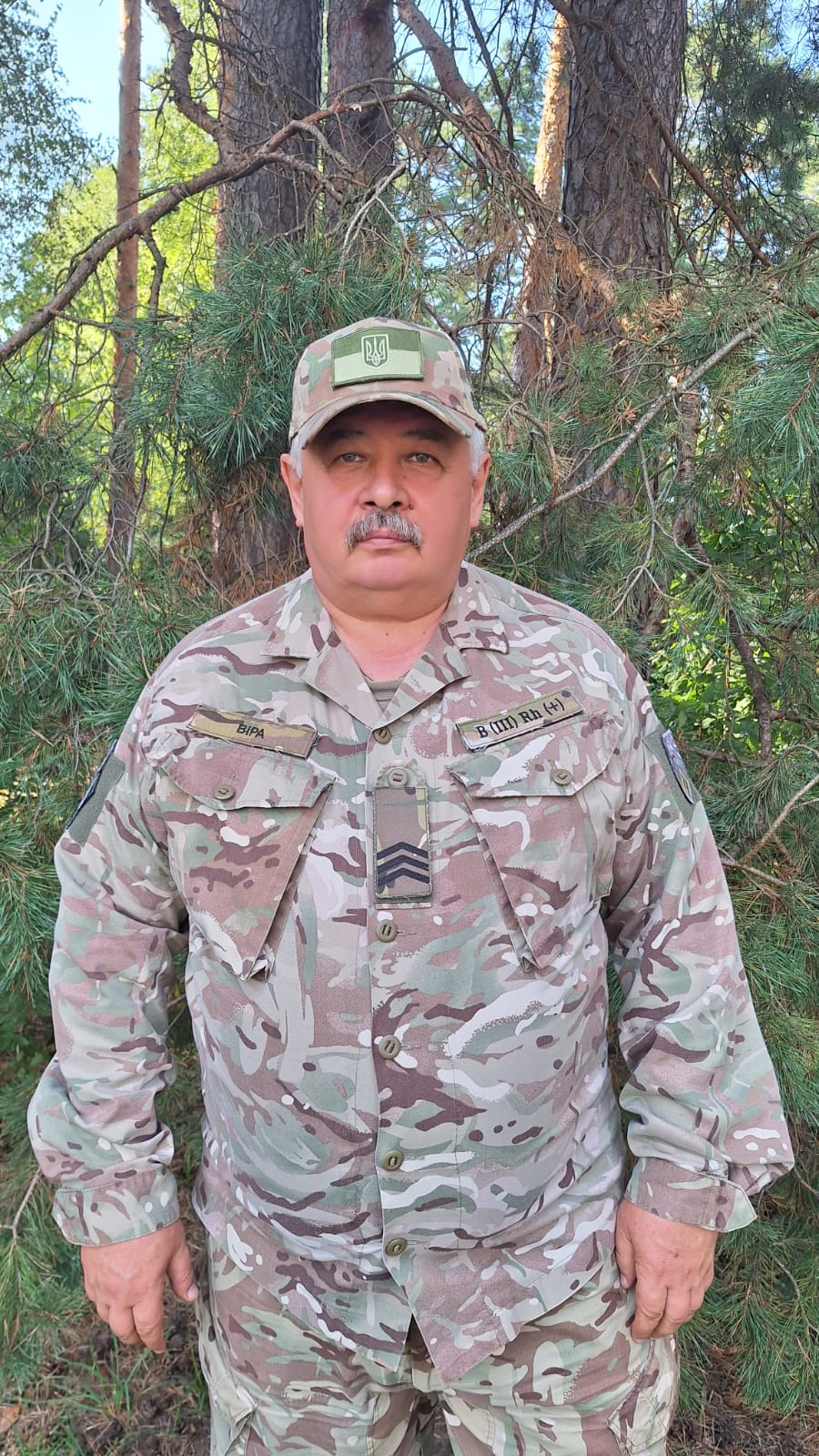

З початку російсько-української війни допомагав українським захисникам (2014—2019). Від квітня 2022 добровільно мобілізувався в ЗСУ.

## Доробок
Автор понад 150 публіцистичних статей, упорядник і співавтор книг.

### Книги
- «У. В. О.» (2007, упорядник),
- «Герої Крут — герої України» (2008, упорядник),
- «Тарас Шевченко у пам'яті поколінь» (2014, співавтор (з Миколою Ротманом і Олександром Гуцаловим).
- «Крим: за нашу і вашу свободу!» (2016).
- «Тернопільщина — визначні постатті національно-визвольного руху» (2018, співупорядник).
- «Чортківська офензива. Дух, що тіло рве до бою» (2019, співупорядник).
- Євген Поважний — легенда «Тризуба» (2020, упорядник).
- «Музей національно-визвольної боротьби Тернопільщини. Фотоальбом» (2020, ініціатор).

### Газети
- «Бандерівець» (2001)
- «Цвіт вишиванки» (2009—2014, інформаційний вісник).
- «Дія добровольців» (від 2017)
- «Інформаційний бюлетень Музею національно-визвольної боротьби Тернопільщини» (від 2021).

## Премії
- Премія імені Івана Франка у галузі інформаційної діяльності у номінації «За кращу наукову роботу в інформаційній сфері» (за книгу «Тарас Шевченко у пам'яті поколінь»).
- Всеукраїнська літературно-мистецька премія імені Братів Богдана та Левка Лепких (2024) — за громадсько-патріотичну діяльність, пропаганду української культури та за ініціативу й організаційну роботу щодо створення «Музею національно-визвольної боротьби Тернопільщини»[2].
- Тернопільська обласна премія імені Ярослава Стецька (2015) — за книгу «Тарас Шевченко у пам'яті поколінь» (у співавторстві).
- Подяка ОУН та Світового Ювілейного комітету з відзначення року С. Бандери (2010).
- Подяка ОУН та Світового Ювілейного комітету з відзначення року С. Бандери (2010).
- Орден «За заслуги ІІІ ступеня» (2020).
- Медаль «За жертовність і любов до України» Православної церкви України (2020).

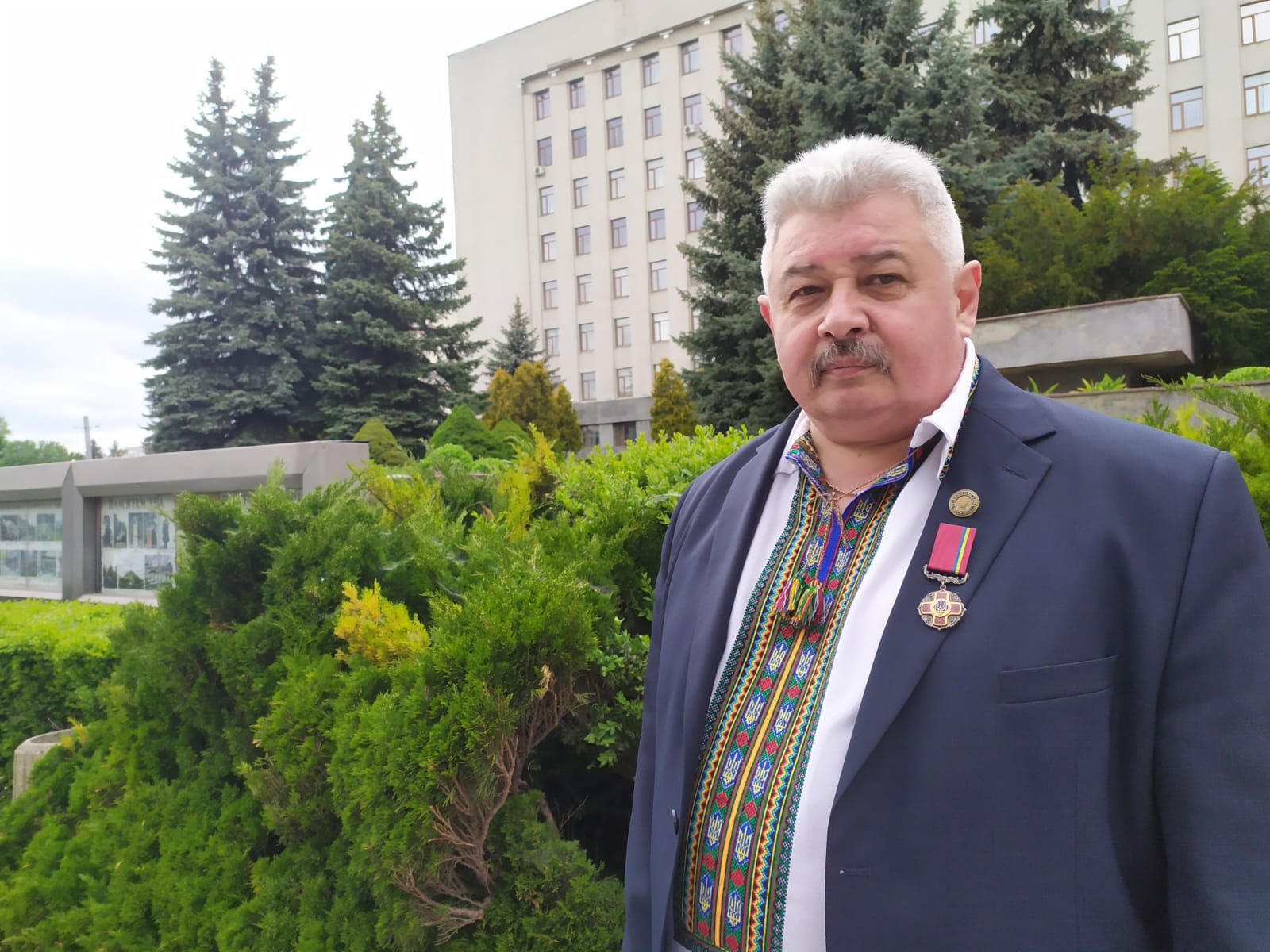

- Ювілейна відзнака Івано-Франківської обласної ради «130 років Євгену Коновальцю» (2021).